# Loitz
Loitz es un municipio situado en el distrito de Pomerania Occidental-Greifswald, en el estado federado de Mecklemburgo-Pomerania Occidental (Alemania), a una altitud de 6 metros. Su población a finales de 2016 era de 4000 habs. y su densidad poblacional, 50 hab/km².